# Тува
Република Тува́ (равносилно в оригинал на тувински: Тыва́ Республика); на руски: Республика Тува́), с кратко име Тува или транскрибирано от новото тувинско изписване Тыва като Тъва или Тива, е субект в състава на Руската федерация. Конституцията на Русия (вече независима от СССР), приета на 12 декември 1993 г., утвърждава Тыва за официално наименование, като конституцията на Тува обявява за равносилни вариантите Тува (на руски) и Тыва (на тувински).
Намира се в южната част на обширния азиатски регион Сибир в състава на Сибирския федерален окръг и Източносибирския икономически район.
Има площ 168 604 км² (0,98% от територията на Русия, 20-о място сред субектите на РФ)., население 321 722 души (0,22%, 78-о място) към 2018 г. Столицата на Тува е град Кизил, намиращ се на разстояние 4668 км от федералната столица Москва.

## География
Разположена е в крайната южна част на Сибир, в центъра на Азия (Кизил е известен, като мястото на което се намира географският център на континента и за обозначението му е поставен специален паметник - Център на Азия), на високопланинската граница между сибирската тайга и централноазиатските степи. На югоизток и юг граничи с Монголия, а останалите граници са с други субекти на РФ: на запад с Република Алтай, на северозапад с Република Хакасия, на север с Красноярски край, на североизток с Иркутска област, на изток с Република Бурятия.
Тува е планинска страна (80% от територията ѝ) с редуващи се високи хребети и дълбоки котловини, отличаваща се с разнообразие и богатство на природни условия и ресурси. В релефа на западната и централната част на републиката се откроява дългата (над 300 км) и тясна (до 40 км) Тувинска котловина, обградена от високи хребети: планините Западни Саяни на север, хребетите Шапшалски на запад, Цаган-Шибету на югозапад, Тану-Ола на юг и планините на Източна Тува (на изток). В крайната югозападна част на Тува се издига планинският масив Монгун-Тайга (3970 м) – най-високата точка на страната. В пределите на източната, най-издигнатата част на Тува, се намират югозападните склонове на планината Източни Саяни, Тоджинската котловина, Източно-Тувинската планинска земя с мощния хребет Академик Обручев и планинската земя Сангилен (по границата с Монголия). Южно от хребета Тану-Ола се простира северната част на безотточната Котловина на Големите езера.
Тува се намира в умерения климатичен пояс и има рязко континентален климат. Зимата е студена, безветрена и малоснежна в котловините. Лятото е умерено топло в планините и горещо в котловините. Средната януарска температура е от -28°C в котловините до -35°C в планините, а средната юлска е съответно от 20°C до 15°C. Годишната сума на валежите е ниска и се колебае от 150 – 400 мм в котловините (200 – 220 мм в Тувинската котловина, 350 – 400 мм в Тоджинската котловина) до 400 – 1000 мм в планините с максимални количества през лятото. През годината в страната има средно 300 слънчеви дни. В основните земеделски райони продължителността на периода с денонощни температури над 0°C е от 90 до 116 дни. На територията на Тува има участъци с вечно замръзнала земя.
Речната мрежа на страната е представена от 15 329 реки с обща дължина 72 247 км, но е развита неравномерно, като най-гъста е в източната част, а най-рядка е в сухите степни котловини на запад и на юг. Реките в страната принадлежат към 2 водосборни басейна: на река Енисей, вливаща се в Карско море, и на безотточната област на Котловината на Големите езера. Най-голямата река в Тува е Енисей (Улуг-Хем), със своите 2 съставящи я реки Малък Енисей (Каа-Хем, лява съставяща) и Голям Енисей (Бий-Хем, дясна съставяща). Други по-големи реки са: Хемчик (Кемчик, ляв приток на Енисей), Хамсара (десен приток на Голям Енисей) и Тес-Хем, вливаща се в безотточното езеро Убсу-Нур. Повечето местни реки са планински, като в горните си течения текат в плоски, често заблатени долини, сменящи се в средните течения с каньонообразни дефилета, а в долните си течения са типични равнинни реки, като текат в широки долини с множество меандри. Подхранването на реките е смесено с преобладаване на дъждовното (до 50%), а снеговото е малък дял. Водният им режим се характеризира с разтегнато пролетно-лятно пълноводие, предизвиквано от продължително снеготопене в планините и дъждовете през този сезон. Реките в Тува замръзват през октомври или ноември, а се размразяват през април или май.
В републиката има над 6700 езера с обща площ над 1000 км². Те са главно с ледников и ледниково-тектонски произход и са разположени главно (около 70% от сладководните езера) в Тоджинската котловина (Нойон Хол, Тоджа, Мани Хол и др.), а също и в планините на Западна Тува (Хиндиктиг Хол, Кара Хол, Сут Хол). В Тувинската котловина се намират проточното езеро Чагитай и безотточните солени езера Хадин и Чедер. 
В Тува се намира планинската депресия Убсу-нур, където се срещат най-северната пустиня и най-южната тундра на планетата, на което се дължи изключително богатото биоразнообразие на страната. В този район има изключително много непроучени археологически паметници (могили-гробници, развалини на будистки манастири, петроглифи), поради което районът е обявен за биосферен резерват на ЮНЕСКО през 1995 г. В Убсунурската котловина, явяваща се северната част на Котловината на Големите езера, се намират голямото солено безотточно езеро Убсу-Нур (от което по-голямата част е на монголска територия) и сладководното езеро Тере Хол. На територията на Тува е горният край на Саяно-Шушенското водохранилище на река Енисей – сред най-големите язовири в Русия.
За Тува е характерно голямото разнообразие от почвена покривка, флора и фауна, свързано основно с планинския характер на релефа и с граничното положение на страната между монголските полупустини бореалните (свързани с тайгата) области на Сибир. В котловините преобладава степната растителност върху кафяви и черноземни почви, а по склоновете на обкръжаващите ги хребети и в източната част на страната – кедрово-лиственична тайга, развита върху сиви горски и планински горски почви. Кедровите гори съставляват над 3 млн. хка – около 11% от всичките кедрови гори на Русия. В котловините върху песъчливи почви се срещат участъци от борови гори, а по долините на реките – тополови гори. В планините има ясно изразена поясна зоналност: до 1000 – 1200 м – планински степи и лесостепи; от 1000 до 2200 м – горски пояс; над 2500 м – мъхово-лишейникова и камениста тундра, тук-таме с алпийски пасища. В планинските райони обитават животни, характерни за Сибир – белка, заек, рис, кафява мечка, лос, дива свиня, марал, в степните и лесостепните райони – лисица, вълк, гризачи и др., в най-южните райони се срещат представители на животинския свят на Централна Азия.

## История
Територията на Тува е заселена от хората още през каменната ера (100 000 – 40 000 г. пр.н.е.) През неолита (5000 – 4000 пр. н.е.) се развива скотовъдството и добивът на мед. От този период са запазени многобройни скални релефи (петроглифи) с висока художествена стойност. От периода X – VII в. пр.н.е. са открити богати погребения в могилни гробници в скитски стил (културата Алдъ-Бел). Особено богато е погребението в могилата „Аржан-2“, където е погребана съпружеска двойка – открити са повече от 9000 предмета, от които поне 6000 са изработени от злато. Човешките останки в тези гробници показват, че населението е било със смесени европеидо-монголоидни черти.
Архитектурните детайли на крепостта Пор-Бажън (на тувински Пор-Бажың означава „Глинена къща“) от VII в., която е построена по времето на Уйгурския хаганат на остров в езерото Тере-хол, свидетелстват за активни контакти на местното население с Китай, Индия и Согдиана. Чингиз хан превзема територията на Тува през 1207 г. Под монголска власт (1207 – 1757) сред населението се разпространява тибетският будизъм. Тува преминава под управлението на династията Цин (на завоювалите Китай манджури) след 1757 г.
През 1911 г. провинцията Танну-Урянхай, към която принадлежи Тува, се отцепва от Китай. Това се дължи на сепаратисткото движение, подкрепяно от Царска Русия. Тува се намира под протектората на Руската империя от 17 април 1914 г. През 1921 г. е образувана независимата държава Народна република Танну-Тува („танну“ – висока, високопланинска), преименувана през 1926 година на Тувинска народна република. Тува е независима държава в периода между световните войни, призната само от СССР през 1924 и от Монголия през 1926 г. От 1929 година просъветското правителство започва политика на борба с будизма и шаманството и на колективизация. В периода (1940-1944 г.) страната се управлява от първата жена в света, избрана за държавен глава - Хертек Анчимаа-Тока. На 11 октомври 1944 г. Тува влиза в състава на СССР като Тувинска автономна област. На 10 октомври 1961 г. е преобразувана в Тувинска автономна съветска социалистическа република (Тувинска АССР).
През февруари 1990 г. е основано Тувинското демократично движение, чиито цели са да извоюва повече работни места и жилища за местното население и да възроди тувинския език и традиционната за страната култура. Тувинската АССР е преобразувана в Република Тува в състава на РСФСР през 1991 г. В началото на 1990-те години след кървави сблъсъци между тувински и руски младежи голяма част от руското население напуска републиката.

## Население
По данни от преброяването през октомври 2002 г. в Тува живеят 305 510 души, което е 0,21% от населението на Русия (77-о място сред субектите на РФ). Плътността е 1,8 души/км², а урбанизацията е 51,49%. Средната продължителност на живота е 56,4 години. Националният състав на Тува е следният:
- тувинци – 77,02 %
- руснаци – 20,11 %
- коми – 0,46 %
- хакаси – 0,40 %
- украинци – 0,27 %
- татари – 0,19 %
- киргизи – 0,17 %

Тувинците говорят своя тувински език (от тюркската група). Те са сред големите малцинствени народности в Сибир и единствените, които са мнозинство спрямо руснаците в границите на своя федерален субект. Към началото на XXI век, в сравнение с 1970 г., броят на тувинците се е увеличил почти двойно.
Традиционните религии в Тува са будизмът, тувинският шаманизъм и православното християнство (вкл. староверци).
Тувинците са известни с особеното си гърлено пеене, чийто най-известен стил е хоомей (хөөмей). Известни изпълнители са Сайнхо Намчълак (Сайнхо Намчылак) и Конгар-оол Ондар (Коңгар-оол Ондар), който участва в документалния филм „Чингиз блус“.

## Деление
В административно-териториално отношение Република Тува се дели на 2 градски окръга и 17 муниципални района (кожууни). Има 5 града, в т.ч. 2 града с републиканско подчинение (Кизил и Ак-Довурак – в едноименни градски окръзи) и 3 града с районно подчинение, както и 1 селище от градски тип (с районно подчинение).
| Административна единица | Площ (km2) | Население (2017 г.) | Административен център | Население (2017 г.) | Разстояние до Кизил (в км) | Други селища с районно подчинение |
| ----------------------- | ---------- | ------------------- | ---------------------- | ------------------- | -------------------------- | --------------------------------- |
| Градски окръзи          |            |                     |                        |                     |                            |                                   |
| Кизил                   | 200        | 116 015             | гр. Кизил              | 116 015             |                            |                                   |
| Ак-Довурак              | 49         | 13 578              | гр. Ак-Довурак         | 13 578              | 301                        |                                   |
| Муниципални райони      |            |                     |                        |                     |                            |                                   |
| 1. Бай-Тайгински        | 7923       | 10 594              | с. Теели               | 3251                | 342                        |                                   |
| 2. Барун-Хемчикски      | 6260       | 12 401              | с. Кизил-Мажалик       | 4919                | 297                        |                                   |
| 3. Дзун-Хемчикски       | 6485       | 19 890              | гр. Чадан              | 8991                | 224                        |                                   |
| 4. Каа-Хемски           | 25 726     | 11 902              | с. Сариг-Сеп           | 4417                | 89                         |                                   |
| 5. Кизилски             | 8527       | 31 056              | сгт. Каа-Хем           | 17 618              | 8                          |                                   |
| 6. Монгун-Тайгински     | 4414       | 5927                | с. Мугур-Акси          | 4375                | 407                        |                                   |
| 7. Овюрски              | 4523       | 6888                | с. Хандагайти          | 3209                | 312                        |                                   |
| 8. Пий-Хемски           | 8194       | 9979                | гр. Туран              | 4922                | 69                         |                                   |
| 9. Сут-Холски           | 6691       | 8077                | с. Суг-Акси            | 3196                | 253                        |                                   |
| 10. Тандински           | 5092       | 14 129              | с. Бай-Хаак            | 3152                | 75                         |                                   |
| 11. Тере-Холски         | 10 050     | 1890                | с. Кунгуртук           | 1474                | без път                    |                                   |
| 12. Тес-Хемски          | 6687       | 8341                | с. Самагалтай          | 3267                | 175                        |                                   |
| 13. Тоджински           | 44 757     | 6492                | с. Тоора-Хем           | 2387                | 264                        |                                   |
| 14. Улуг-Хемски         | 5335       | 19 094              | гр. Шагонар            | 10 973              | 124                        |                                   |
| 15. Чаа-Холски          | 2903       | 6127                | с. Чаа-Хол             | 3346                | 172                        |                                   |
| 16. Чеди-Холски         | 3706       | 7817                | с. Хову-Акси           | 3728                | 112                        |                                   |
| 17. Ерзински            | 11 081     | 8308                | с. Ерзин               | 3129                | 232                        |                                   |

## Икономика
Поради изолираното си географско положение икономиката на Тува е слабо развита. Специално потенциалът, който страната има в областта на туризма, със запазените си природа (планини, езера, флора, фауна) и народни традиции се използва относително малко. Транспортният достъп до Тува е затруднен поради липсата на пътища и железопътни линии. До републиката водят само 2 асфалтирани шосета, които преминават през високопланински долини и проходи (на 1385 и на 2214 m) и са отворени за преминаване от май до септември. Строи се железопътна линия, която да свърже столицата Кизил с Минусинск на Транссибирската железница.
Основният отрасъл е селското стопанство, в което преобладават месното животновъдство, развъждането на коне, говеда, елени, овце, кози, якове, камили. Тувинското традиционно земеделие в миналото е примитивно (отглеждане на просо и ечемик).
| Площ (хиляди хектара) | 328 | 282 | 194,2 | 44,2 | 38,4 | 27,8 | 27,2 |

Добивът на енергия е свързан със Саяно-Шушенската ВЕЦ на река Енисей. 
Сред полезните изкопаеми в Тува промишлено значение имат находищата на цветни и редки метали, азбест, въглища, желязна руда, злато, живак, химически суровини и строителни материали. По времето на СССР се развива цветната металургия (никел-кобалтова), добивът на полускъпоценни и скъпоценни камъни, азбест, въглища, както и хранително-вкусовата и леката промишленост. Добивът на азбест в района на Ак-Доурак създава сериозни екологични проблеми.